# Crangon nigromaculata
Crangon nigromaculata är en kräftdjursart som beskrevs av William Neale Lockington 1877. Crangon nigromaculata ingår i släktet Crangon och familjen Crangonidae. Inga underarter finns listade i Catalogue of Life.